# Ledio Pano
Ledio Pano (25 marzo 1968) è un ex calciatore albanese, di ruolo attaccante.
Anche suo padre Panajot è stato un calciatore.
Ledio Pano è conosciuto come l'unico giocatore a non aver mai sbagliato un rigore, con un perfetto 50/50 ed una percentuale realizzativa del 100%

## Caratteristiche tecniche
Destrorso, giocava nel ruolo di centrocampista offensivo. Abile rigorista, non ha mai fallito alcun calcio di rigore degli oltre cinquanta calciati in carriera.

## Carriera

### Club
Ha giocato nella massima serie dei campionati albanese e greco.

### Nazionale
Ha giocato 9 partite in nazionale dal 1987 al 1996.

## Statistiche

### Cronologia presenze e reti in nazionale
| Cronologia completa delle presenze e delle reti in nazionale ― Albania | Cronologia completa delle presenze e delle reti in nazionale ― Albania | Cronologia completa delle presenze e delle reti in nazionale ― Albania | Cronologia completa delle presenze e delle reti in nazionale ― Albania | Cronologia completa delle presenze e delle reti in nazionale ― Albania | Cronologia completa delle presenze e delle reti in nazionale ― Albania | Cronologia completa delle presenze e delle reti in nazionale ― Albania | Cronologia completa delle presenze e delle reti in nazionale ― Albania |
| Data                                                                   | Città                                                                  | In casa                                                                | Risultato                                                              | Ospiti                                                                 | Competizione                                                           | Reti                                                                   | Note                                                                   |
| ---------------------------------------------------------------------- | ---------------------------------------------------------------------- | ---------------------------------------------------------------------- | ---------------------------------------------------------------------- | ---------------------------------------------------------------------- | ---------------------------------------------------------------------- | ---------------------------------------------------------------------- | ---------------------------------------------------------------------- |
| 29-4-1987                                                              | Tirana                                                                 | Albania                                                                | 0 – 1                                                                  | Austria                                                                | Qual. Euro 1988                                                        | -                                                                      | 64’                                                                    |
| 15-11-1989                                                             | Tirana                                                                 | Albania                                                                | 1 – 2                                                                  | Polonia                                                                | Qual. Mondiali 1990                                                    | -                                                                      | 74’                                                                    |
| 5-9-1990                                                               | Patrasso                                                               | Grecia                                                                 | 2 – 0                                                                  | Albania                                                                | Qual. Euro 1996                                                        | -                                                                      | 42’                                                                    |
| 7-9-1994                                                               | Cardiff                                                                | Galles                                                                 | 2 – 0                                                                  | Albania                                                                | Qual. Euro 1996                                                        | -                                                                      |                                                                        |
| 16-11-1994                                                             | Tirana                                                                 | Albania                                                                | 1 – 2                                                                  | Germania                                                               | Qual. Euro 1996                                                        | -                                                                      | 66’ 82’                                                                |
| 7-6-1995                                                               | Chișinău                                                               | Moldavia                                                               | 2 – 3                                                                  | Albania                                                                | Qual. Euro 1996                                                        | -                                                                      | 78’                                                                    |
| 6-9-1995                                                               | Tirana                                                                 | Albania                                                                | 1 – 1                                                                  | Bulgaria                                                               | Qual. Euro 1996                                                        | -                                                                      | 89’                                                                    |
| 15-11-1995                                                             | Tirana                                                                 | Albania                                                                | 1 – 1                                                                  | Galles                                                                 | Qual. Euro 1996                                                        | -                                                                      |                                                                        |
| 14-8-1996                                                              | Amarousio                                                              | Grecia                                                                 | 2 – 1                                                                  | Albania                                                                | Amichevole                                                             | 1                                                                      | 67’                                                                    |
| Totale                                                                 |                                                                        | Presenze                                                               | 9                                                                      |                                                                        | Reti                                                                   | 1                                                                      |                                                                        |

## Palmarès

### Club

#### Competizioni nazionali
- Campionato albanese: 1

Partizani Tirana: 1986-1987
- Coppa d'Albania: 1

Partizani Tirana: 1990-1991